# Olympische Sommerspiele 2020/Schwimmen – 4 × 100 m Lagen (Männer)
Die 4-mal-100-Meter-Lagenstaffel der Männer bei den Olympischen Spielen 2020 in Tokio wurde vom 30. Juli bis 1. August 2021 im Tokyo Aquatics Centre ausgetragen.

## Rekorde
Vor Beginn der Olympischen Spiele waren folgende Rekorde gültig.
| Weltrekord         | Vereinigte Staaten (Aaron Peirsol, Eric Shanteau, Michael Phelps, David Walters) | 3:27,28 min | Rom, Italien              | 2. August 2009  |
| Olympischer Rekord | Vereinigte Staaten (Ryan Murphy, Cody Miller, Michael Phelps, Nathan Adrian)     | 3:27,95 min | Rio de Janeiro, Brasilien | 13. August 2008 |

Während der Olympischen Spiele wurden folgende Rekorde gebrochen:
| Weltrekord         | Vereinigte Staaten (Ryan Murphy, Michael Andrew, Caeleb Dressel, Zach Apple) | 3:26,78 min | Tokio, Japan | 1. August 2021 |
| Olympischer Rekord | Vereinigte Staaten (Ryan Murphy, Michael Andrew, Caeleb Dressel, Zach Apple) | 3:26,78 min | Tokio, Japan | 1. August 2021 |

## Vorlauf

### Vorlauf 1
| Platz | Nation             | Athleten | Zeit        | Anmerkung |
| ----- | ------------------ | --- | ----------- | --------- |
| 1     | Italien            | Thomas Ceccon (53,20 s) Nicolò Martinenghi (57,94 s) Federico Burdisso (51,46 s) Alessandro Miressi (47,42 s) | 3:30,02 min |           |
| 2     | China              | Xu Jiayu (52,82 s) Yan Zibei (58,32 s) Sun Jiajun (51,81 s) He Junyi (48,77 s)                                | 3:31,72 min |           |
| 3     | Australien         | Mitch Larkin (53,46 s) Zac Stubblety-Cook (59,11 s) David Morgan (51,97 s) Kyle Chalmers (47,54 s)            | 3:32,08 min |           |
| 4     | Vereinigte Staaten | Hunter Armstrong (53,51 s) Andrew Wilson (59,20 s) Tom Shields (51,33 s) Blake Pieroni (48,25 s)              | 3:32,29 min |           |
| 5     | Kanada             | Markus Thormeyer (53,66 s) Gabe Mastromatteo (59,97 s) Joshua Liendo (50,92 s) Yuri Kisil (47,82 s)           | 3:32,37 min |           |
| 6     | Polen              | Kacper Stokowski (54,67 s) Jan Kozakiewicz (59,24 s) Jakub Majerski (50,66 s) Jakub Kraska (48,05 s)          | 3:32,62 min | NR        |
| 7     | Belarus            | Mikita Zmyh (55,50 s) Ilja Schymanowitsch (58,20 s) Jauhen Zurkin (52,38 s) Arzjom Matschekin (48,74 s)       | 3:34,82 min |           |
| 8     | Ungarn             | Richárd Bohus (53,51 s) Tamás Takács (1:00,57 min) Hubert Kós (51,94 s) Péter Holoda (48,89 s)                | 3:34,91 min |           |

### Vorlauf 2
| Platz | Nation         | Athleten | Zeit        | Anmerkung |
| ----- | -------------- | --- | ----------- | --------- |
| 1     | Großbritannien | Luke Greenbank (53,79 s) James Wilby (59,16 s) James Guy (50,77 s) Duncan Scott (47,75 s)                                      | 3:31,47 min |           |
| 2     | ROC            | Grigori Tarassewitsch (53,20 s) Anton Tschupkow (59,55 s) Michail Wekowischtschew (51,20 s) Wladislaw Grinew (47,71 s)         | 3:31,66 min |           |
| 3     | Japan          | Ryōsuke Irie (53,20 s) Ryuya Mura (59,62 s) Naoki Mizunuma (51,42 s) Katsumi Nakamura (47,78 s)                                | 3:32,02 min |           |
| 4     | Frankreich     | Yohann Ndoye Brouard (52,77 s) Antoine Viquerat (59,94 s) Léon Marchand (52,05 s) Mehdy Metella (48,65 s)                      | 3:33,41 min |           |
| 5     | Deutschland    | Marek Ulrich (54,52 s) Lucas Matzerath (58,70 s) Marius Kusch (52,38 s) Damian Wierling (48,48 s)                              | 3:34,08 min |           |
| 6     | Griechenland   | Evangelos Makrygiannis (54,07 s) Konstantinos Meretsolias (1:00,62 min) Andreas Vazaios (53,36 s) Apostolos Christou (48,23 s) | 3:36,28 min |           |
|       | Brasilien      | Guilherme Guido (54,11 s) Felipe Lima Vinícius Lanza Marcelo Chierighini                                                       | DSQ         |           |
|       | Litauen        | Danas Rapšys (54,71 s) Andrius Šidlauskas Deividas Margevičius Simonas Bilis                                                   | DSQ         |           |

## Finale
1. August 2021, 04:36 MEZ
| Platz | Nation             | Athleten | Zeit        | Anmerkung |
| ----- | ------------------ | --- | ----------- | --------- |
| 1     | Vereinigte Staaten | Ryan Murphy (52,31 s) Michael Andrew (58,49 s) Caeleb Dressel (49,03 s) Zach Apple (46,95 s)                  | 3:26,78 min | WR        |
| 2     | Großbritannien     | Luke Greenbank (53,63 s) Adam Peaty (56,53 s) James Guy (50,27 s) Duncan Scott (47,08 s)                      | 3:27,51 min | ER        |
| 3     | Italien            | Thomas Ceccon (52,52 s) Nicolò Martinenghi (58,11 s) Federico Burdisso (51,07 s) Alessandro Miressi (47,47 s) | 3:29,17 min | NR        |
| 4     | ROC                | Jewgeni Rylow (52,82 s) Kirill Prigoda (59,06 s) Andrei Minakow (50,31 s) Kliment Kolesnikow (47,03 s)        | 3:29,22 min |           |
| 5     | Australien         | Mitch Larkin (53,19 s) Zac Stubblety-Cook (58,67 s) Matthew Temple (50,78 s) Kyle Chalmers (46,96 s)          | 3:29,60 min |           |
| 6     | Japan              | Ryōsuke Irie (53,05 s) Ryuya Mura (58,94 s) Naoki Mizunuma (50,88 s) Katsumi Nakamura (47,04 s)               | 3:29,91 min | AS        |
| 7     | Kanada             | Markus Thormeyer (53,69 s) Gabe Mastromatteo (59,67 s) Joshua Liendo (51,02 s) Yuri Kisil (48,04 s)           | 3:32,42 min |           |
|       | China              | Xu Jiayu (52,77 s) Yan Zibei (58,35 s) Sun Jiajun He Junyi                                                    | DSQ         |           |